# Левиатан (Библия)
Вижте пояснителната страница за други значения на Левиатан.
Левиата́н (Дракон, Drakon) (в превод от древноеврейски – „навита, лъкатушна ламя“) е библейски демон и „морско чудовище“ с формата на ламя, понякога отъждествявано със Сатаната. В Книга на Йов е наречен Цар. Ето и описанието му, дадено там:
| „ | 4. Няма да мълча за телесните му части, нито за силата Му. Нито за хубавото му устройство (Йов 41:12). 5. Кой може отгърна горнището на дрехата му, кой ще се приближи до двойните му челюсти? 6. Кой може да отвори вратата на лицето му? Зъбите му наоколо – ужас, 7. яките му щитове – великолепие; те са скрепени като с твърд печат; 8. един до друг се допират тъй близо, че и въздух не минава помежду им; 9. един до друг стоят набито, слепили са се и не се разместят. 10. Кога киха издава светлина; очите му са като ресниците на зората; 11. от устата му излизат пламъци, изкачат огнени искри; 12. от ноздрите му излиза пара, като възвряло гърне или котел. 13. Дъхът му въглища разпаля, и от устата му пламък излиза. 14. На врата му сила обитава, и пред него ужас тича. 15. Месестите части на тялото му са сплътени яко помежду си, не мърдат. 16. Сърцето му е твърдо като камък, и кораво като долния воденичен камък. 17. Кога се подига юнаци треперят, съвсем се губят от ужас. 18. Който меч се допре о него, не удържа, не удържа ни копие, ни сулица, ни броня. 25. На земята няма подобен нему, той е сътворен безстрашен. | “ |

Във формата на ламя (Ofis) проникнал в Едем и се опитал да освободи първите хора, но Бог се бил с него и го поразил с меч (Исая 27:1) в африканската пустиня, и го дал за храна на етиопците (Пс. 73:14). Според други версии обаче, Левиатан не загинал. След сражението с Бога той се оттеглил в Океана, където и до днес спи (Йов 3:8, Пс. 103:26).
Йоан Богослов директно отъждествява Левиатан (Дракона) със Сатаната, чийто цвят е червеният. Сразеният Левиатан попада на Земята, която управлява чрез Звяра. След време Ангел ще победи Левиатан и ще го низвергне в бездната за 1000 божествени години.